# Семак, Дмитрий Петрович
Дмитрий Петрович Семак (15 июля 1986, Ленинград — 29 марта 2013, Санкт-Петербург) — российский актёр театра и телевидения.

## Биография
Родился 15 июля 1986 года в Ленинграде в семье актёра театра и кино Петра Семака.
В 2012 году окончил Санкт-Петербургскую академию театрального искусства (курс Ю. М. Красовского). До этого долго не мог определиться с профессией, перепробовал много разных работ, подавал документы на экономический факультет, но волею судьбы, после трёх попыток, оказался на актёрском факультете. Служил артистом Малого драматического театра Санкт-Петербурга, где много лет играл его отец. Дебютировал на большой сцене в спектакле «Крейцерова соната» (по Льву Толстому) режиссёра Николая Дручека. Молодой актёр блестяще исполнил роль Василия Позднышева. Ему прочили быстрый взлёт и хорошую карьеру.
Занимался спортом, активно снимался на телевидении, а также работал в театре «Ромэн».
29 марта 2013 года скончался от остановки сердца, произошедшей из-за передозировки сильнодействующим успокоительным. Похоронен на Муринском кладбище в Ленинградской области.

## Личная жизнь
- Жена (2006—2009) — Полина (7 марта 1980 — 12 октября 2009), швея, погибла в ДТП.
  - Дочь Елизавета (род. 13 сентября 2007).

## Фильмография
- «Улицы разбитых фонарей» (2009) — Басов
- «Дорожный патруль» (2010) — Леший
- «ППС» (2010)
- «Литейный (6-й сезон)» (2011) — Геннадий Арканов
- «Формат А4» (2011) — эпизод
- «Морские дьяволы. Смерч. Судьбы.» (2013) — Кирилл